# Маньян (Жер)
Манья́н (фр. Magnan) — коммуна во Франции, находится в регионе Юг — Пиренеи. Департамент — Жер. Входит в состав кантона Ногаро. Округ коммуны — Кондом.
Код INSEE коммуны — 32222.

## География

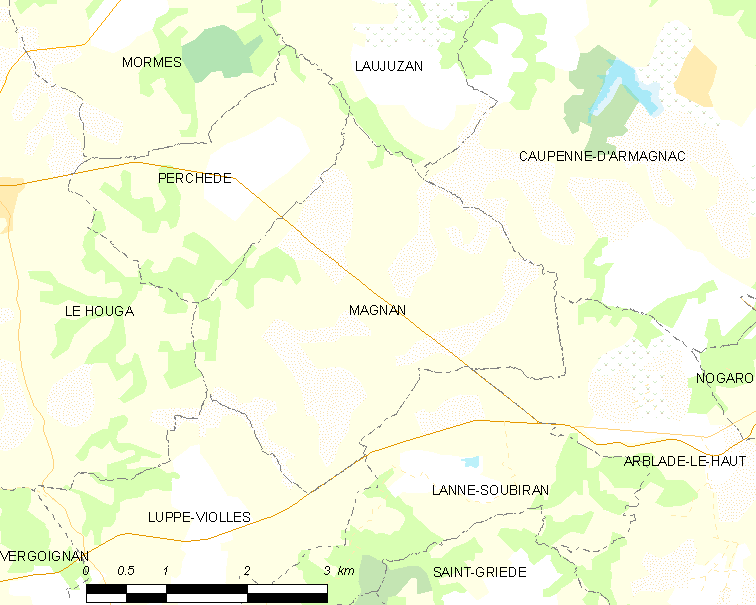
Карта коммуны

Коммуна расположена приблизительно в 600 км к югу от Парижа, в 130 км западнее Тулузы, в 60 км к западу от Оша.

## Климат
Климат умеренно-океанический. Лето жаркое и немного дождливое, температура часто превышает 35 °С. Зимой часто бывает отрицательная температура и ночные заморозки. Годовое количество осадков — 700—900 мм.

## Население
Население коммуны на 2010 год составляло 231 человек.
| 1962 | 1968 | 1975 | 1982 | 1990 | 1999 | 2010 |
| ---- | ---- | ---- | ---- | ---- | ---- | ---- |
| 251  | 207  | 178  | 185  | 205  | 196  | 231  |

## Администрация
| Период | Период | Фамилия    | Партия | Примечания |
| ------ | ------ | ---------- | ------ | ---------- |
| 2001   | 2020   | Жан Дюклав |        |            |

## Экономика
В 2010 году среди 140 человек трудоспособного возраста (15-64 лет) 97 были экономически активными, 43 — неактивными (показатель активности — 69,3 %, в 1999 году было 66,4 %). Из 97 активных жителей работали 92 человека (42 мужчины и 50 женщин), безработных было 5 (2 мужчин и 3 женщины). Среди 43 неактивных 15 человек были учениками или студентами, 18 — пенсионерами, 10 были неактивными по другим причинам.

## Достопримечательности
- Церковь XII века. Исторический памятник с 1976 года[4]